# Georg Kreis

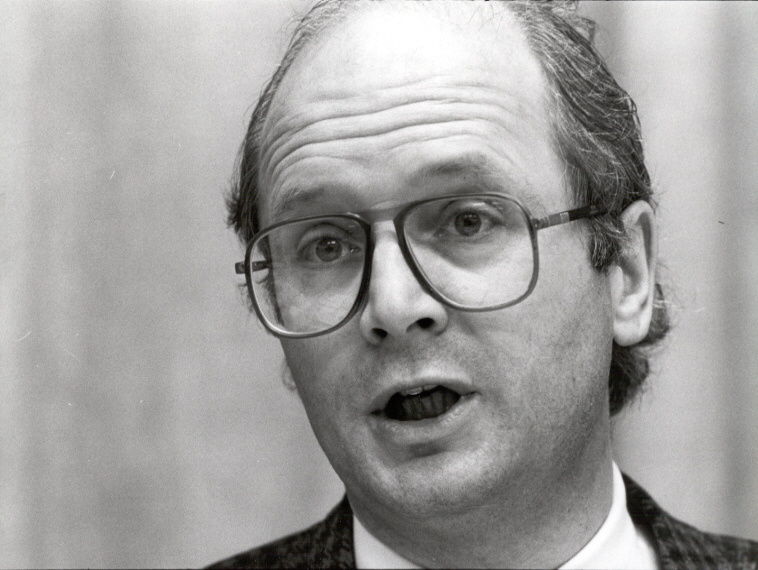
Georg Kreis (1988)

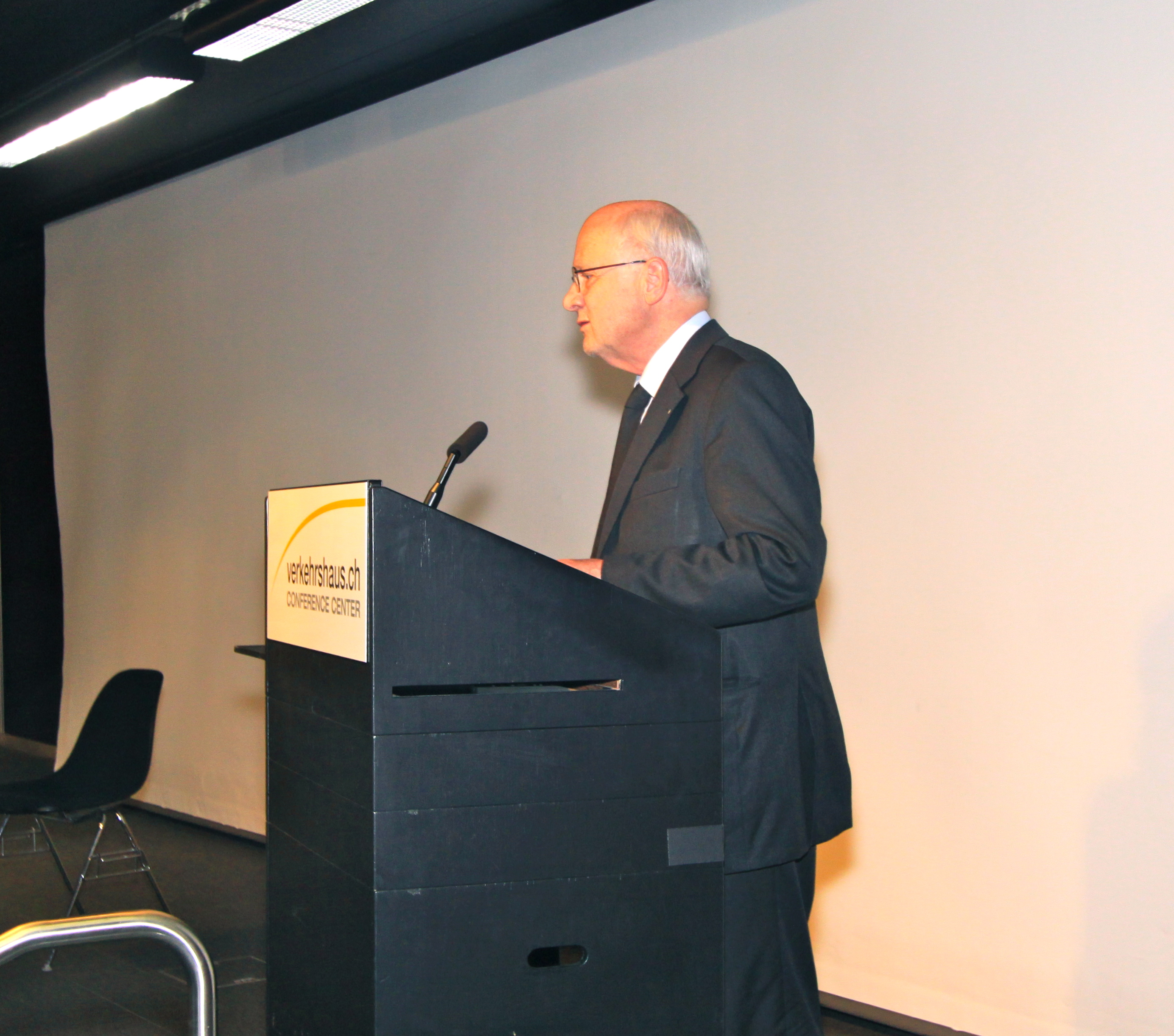
Georg Kreis (2010)

Georg Kreis (* 14. November 1943 in Basel) ist ein Schweizer Historiker und emeritierter Professor für Neuere Allgemeine Geschichte und Geschichte der Schweiz an der Universität Basel.

## Leben
Kreis studierte Geschichte, Germanistik und Geografie in Basel, Paris und in Cambridge. Seine 1972 abgeschlossene Dissertation befasst sich mit der schweizerischen Pressezensur während des Zweiten Weltkriegs. National bekannt wurde Kreis erstmals 1977 als Gegenspieler von Niklaus Meienberg. 1991 und 1992 war er Beauftragter des Bundesrates zur Erarbeitung eines historischen Berichts über den Staatsschutz in der Schweiz zwischen 1935 und 1990. Als ehemaliges Mitglied der Unabhängigen Expertenkommission Schweiz – Zweiter Weltkrieg UEK, nach ihrem Vorsitzenden auch Bergier-Kommission genannt, und diverser weiterer Historikerkommissionen gilt Kreis als profunder Kenner der neueren Schweizer Geschichte. Er leitete das Europainstitut der Universität Basel von 1993 bis 2011 und war seit der Gründung der Eidgenössischen Kommission gegen Rassismus (EKR) 1995 bis zu seinem Rücktritt 2011 deren Präsident.
2006 wurde Kreis von der Schweizer Illustrierten in die Liste der 100 wichtigsten Schweizer Persönlichkeiten aufgenommen. 2007 wurde er mit dem Fischhof-Preis ausgezeichnet, der von der Stiftung gegen Rassismus und Antisemitismus (GRA) und der Gesellschaft Minderheiten in der Schweiz (GMS) vergeben wird. Er ist schweizerisch-deutscher Doppelbürger. Von 1973 bis 2013 war er Mitglied der FDP, zeitweise nationaler Vizepräsident und Mitglied des Weiteren Bürgerrates in Basel.
Kreis ist verheiratet und hat drei Söhne.

## Werk
Kreis verfasste zahlreiche Publikationen über die Schweizer Geschichte, über die Beziehung der Schweiz zum Ausland und über Minderheiten und hatte diverse Fernseh- und Radioauftritte als Experte zu themenspezifischen Fragen. Er gilt als engagierte Stimme in öffentlichen Diskussionen, insbesondere zum Verhalten der Schweiz im Zweiten Weltkrieg, und hat sich oft harsche Kritik seitens der Schweizerischen Volkspartei (SVP) gefallen lassen müssen.

## Schriften (Auswahl)

### Monografien
- Juli 1940. Die Aktion Trump. Mit einem Nachwort von Herbert Lüthy. Verlag von Helbing & Lichtenhahn, Basel 1973, ISBN 9783719006181 (alt, oft noch von Antiquariaten benutzt), ISBN 3-7190-0618-2 (neu, von Bibliotheken verwendet). Das Nachwort mit dem Titel Die Disteln von 1940 ist auf der Website zu Herbert Lüthy als PDF verfügbar.
- Auf den Spuren von «La Charité». Die schweizerische Armeeführung im Spannungsfeld des deutsch-französischen Gegensatzes 1936–1941. Basel/Stuttgart 1976.
- «Entartete Kunst» in Basel. Eine Chronik ausserordentlicher Ankäufe im Jahr 1939. In: Basler Zeitschrift für Geschichte und Altertumskunde, Bd. 78, 1978, S. 163–191 (doi:10.5169/seals-117978#224).
- Der Mythos von 1291. Zur Entstehung des schweizerischen Nationalfeiertages. Basel 1991.
- Helvetia im Wandel der Zeiten. Zur Geschichte einer nationalen Repräsentationsfigur. Zürich 1991.
- Mitautor: Staatsschutz in der Schweiz: Die Entwicklung von 1935–1990. Eine multidisziplinäre Untersuchung im Auftrage des schweizerischen Bundesrates. Bern 1993.
- Die Schweiz in der Geschichte, 1700 bis Gegenwart. Zürich 1997.
- Die Schweiz im Zweiten Weltkrieg. Ihre Antworten auf die Herausforderungen der Zeit. Zürich 1999.
- Die Rückkehr des J-Stempels: Zur Geschichte einer schwierigen Vergangenheitsbewältigung. Zürich 2000.
- Fluchtgut Raubgut. Der Transfer von Kulturgütern in und über die Schweiz 1933–1945 und die Frage der Restitution. (Mit Esther Tisa Franscini und Anja Heuss). Zürich 2001 (Veröffentlichungen der UEK, Bd. 1).
- Der Pass mit dem Judenstempel. Eine Familiengeschichte in einem Stück Weltgeschichte 1925–1975. München 2001.
- Vorgeschichten zur Gegenwart. Ausgewählte Aufsätze, 6 Bände. Schwabe, Basel 2003–2013, DNB 970217919.
- Europa und seine Grenzen: mit sechs weiteren Essays zu Europa. Bern 2004.
- Mythos Rütli. Geschichte eines Erinnerungsortes. Zürich 2004.
- Kein Volk von Schafen. Rassismus und Antirassismus in der Schweiz. Zürich 2007.
- Frankreichs republikanische Grossmachtpolitik. 1870–1914. Innenansicht einer Aussenpolitik. von Zabern/Vandenhoeck & Ruprecht, Mainz/Göttingen 2007, ISBN 978-3-8053-3708-3 (von Zabern) / ISBN 978-3-525-10052-3 (Vandenhoeck & Ruprecht) – (Zugleich Habilitationsschrift an der Universität Basel 1980).
- Zeitzeichen für die Ewigkeit. 300 Jahre schweizerische Denkmaltopografie. NZZ, Zürich 2008, ISBN 978-3-03823-417-3.
- Schweizer Erinnerungsorte. Aus dem Speicher der Swissness. NZZ, Zürich 2010, ISBN 978-3-03823-591-0.[9]
- Die Schweiz im Zweiten Weltkrieg. Haymon Verlag, Innsbruck/Wien 2011, ISBN 978-3-85218-868-3.
- Insel der unsicheren Geborgenheit. Die Schweiz in den Kriegsjahren 1914–1918. NZZ, Zürich 2013, ISBN 978-3-03823-844-7; 2., überarbeitete Auflage 2014, ISBN 978-3-03823-902-4.
- Schweizer Postkarten aus dem Ersten Weltkrieg. hier + jetzt, Baden 2013, ISBN 978-3-03919-299-1.
- mit Birgit Stalder, Martin Stuber, Sibylle Meyrat und Arlette Schnyder: Von Bernern und Burgern – Tradition und Neuerfindung einer Burgergemeinde. hier + jetzt, Baden 2014, ISBN 978-3-03919-333-2.
- Einstehen für «entartete Kunst». Die Basler Ankäufe von 1939/40. NZZ, Zürich 2017, ISBN 978-3-03810-287-8 (mit einem Beitrag von Eva Reifert, Kuratorin am Kunstmuseum Basel).
- Blicke auf die koloniale Schweiz. Ein Forschungsbericht. Chronos, Zürich 2023, ISBN 978-3-0340-1717-6.

### Herausgeberschaften
- (mit Beat von Wartburg) Basel. Geschichte einer städtischen Gesellschaft. C. Merian, Basel 2000, ISBN 3-85616-127-9.
- Die Geschichte der Schweiz. Schwabe, Basel 2014, ISBN 978-3-7965-2772-2.
- Städtische versus ländliche Schweiz? Siedlungsstrukturen und ihre politischen Determinanten (mit Beiträgen von Katja Gentinetta u. a.) NZZ, Zürich 2015, ISBN 978-3-03810-017-1.
- (mit Mario König und Beat von Wartburg) Chemie und Pharma in Basel. 2 Bde. Basel 2016, ISBN 978-3-85616-816-2.
- Wie viel Staat braucht die Schweiz? Aufsatzsammlung. NZZ Libro, Zürich 2019, ISBN 978-3-03810-399-8.